# Muhal·làbides
Els muhal·làbides (àrab: المهلبيون, al-Muhallibūn, o المهالبة, al-Mahāliba) fou una família originada en el general Abu-Saïd al-Muhàl·lab ibn Abi-Sufra al-Azdí al-Atakí, així com als seus clients. Inicialment al servei dels omeies però amb simpaties xiïtes i ibadites, van ser eliminats el 720 però van retornar a l'escena sota els abbàssides quan havien abandonat les simpaties ibadites i eren haximites. Van donar homes polítics i membres de la cultura, i fins i tot un líder dels rebels zandj.
Entre els principals membres, a part del fundador esmentat, figuren:
- Yazid ibn al-Muhàl·lab, fill del fundador, governador del Khurasan (702-704) i de l'Iraq i Khurasan (715/716-718) (+720)
- Al-Mughira ibn Abi-Sufra, cap dels jufriyya pro-omeies, va servir amb el seu germà
- Man ibn al-Mughira, fill de l'anterior i cap dels jufriyya, va servir amb el seu oncle
- Bixr ibn al-Mughira, germà de l'anterior, va servir amb el seu oncle
- Qabissa ibn Abi-Sufra, cap dels Azd contra els azraquites a Dulab per compte del seu germà
- Qabissa ibn al-Muhàl·lab, va servir amb el seu pare
- Sabra ibn Nakhf ibn Abi-Sufra, va servir amb Yazid ibn al-Muhallab
- Abd-al-Màlik ibn al-Muhàl·lab, va servir amb el seu pare a Iraq contra els azraquites i a Maskin contra Ibn al-Àixath
- Habib ibn al-Muhàl·lab, governador de Sind (715-720)
- Marwan ibn Yazid, fill de Yazid, va servir a l'exèrcit del Sind i va dirigir un motí
- Abd-ar-Rahman ibn Yazid, va participar en la revolta d'Abd Allah ibn Muawiya (744-747) i després fou pro-abbàssida i va morir a Mossul el 751
- Abu-Saïd ibn Muàwiya ibn Yazid, servi amb Abu-Múslim al Khurasan (747) i després a Egipte
- Sulayman ibn Habid, governador d'al-Ahwaz vers 740; va participar en la revolta d'Abd Allah ibn Muawiya (744-747) i va flagelar al futur califa al-Mansur per no pagar impostos, sent executat en revenja el 750.
- Sufyan ibn Muàwiya ibn Yazid, revoltat a favor dels abbàssides a Bàssora amb altres membres de la família a canvi del govern de la ciutat que va obtenir (750-763)
- Muhàmmad ibn Abi-Uyayna, revoltat a Bàssora el 750
- Abd-al-Wahid ibn Ziyad ibn al-Muhàl·lab, unit a Ibrahim ibn Abd Allah quan aquest es va revoltar (762/763) a favor de Muhammad al-Nafs al-Zakiyya.
- Atiq ibn Abd-al-Wahid, va seguir al seu pare.
- Umar ibn Hafs ibn Uthman ibn Qabissa ibn Abi-Sufra (conegut com a Hazarmard), governador de Bahrayn, Bàssora, i d'Ifríqiya
- Yazid ibn Hàtim ibn Qabissa ibn al-Muhàl·lab, governador d'Ifríqiya
- Dàwud ibn Yazid ibn Hàtim, governador d'Ifríqiya
- Bixr ibn Dàwud ibn Yazid, governador del Sind
- Ibrahim ibn Abd Allah ibn Yazid ibn Hatim, governador de Kirman, Makran i l'Índia en data desconeguda
- Rawh ibn Hàtim ibn Qabissa ibn al-Muhàl·lab, governador del Sind
- Nasr ibn Habib al-Muhal·labí, governador d'Ifriqiya
- Fadl al-Mufàddal ibn Rawh, governador d'Ifríqiya
- Abu-Muhàmmad al-Hàssan ibn Muhàmmad ibn Harun al-Muhal·labí, visir buwàyhida d'Iraq (950-963), separat del fundador per sis generacions.